# هارفي هايد
هارفي هايد (بالإنجليزية: Harvey Hyde)‏ هو صحفي رياضي أمريكي، ولد في 12 يوليو 1939.